# Hall Torarinsson
För Haukadalsskolans grundare, se Hall Torarinsson i Haukadal
Hall Torarinsson (Hallr Þórarinsson) var en isländsk skald på 1100-talet. Han är endast omtalad i Orkneyinga saga och vilken släkt han tillhört är okänt. Det har gissats att han kan ha varit av Haukadalsätten, och alltså släkt med den Hall Torarinsson som var Are Torgilssons fosterfar. Möjligt är också att han tillhört Síðu-männen, som var befryndade med jarlarna på Orkney och det norska kungahuset.
I Orkneyinga saga berättas att Hall kom med sitt skepp från Island till Rinanzey (nuvarande North Ronaldsay) och tog in som gäst hos bondparet Torsten och Ragna. Men han trivdes inte där, så han uppsökte Ragnvald jarl och bad att få bli dennes hirdman. Jarlen vägrade dock att städsla honom. Vid återkomsten frågade Ragna hur resan hade gått, varpå Hall kvad en lausavísa på runhent vers där han berättade att han blivit ratad. Kanske bråddes skalden alltför mycket på sin far, om vilken vi endast vet att han hade tillnamnet "bredmage" (breiðmagi). Hirden måste ju bestå av stridsdugliga kämpar, och enligt dikten skulle jarlen ha låtit undslippa sig att han hade gott om män som såg mer krigiska ut än Hall.
Ragna for nu till jarlen iförd en röd gaddan (ett slags huvudbonad) av hästhår. I denna utstyrsel väckte hon jarlens nyfikenhet, så att han började ställa frågor till henne. Hon framförde då Halls begäran. Om detta berättar Orkneyinga saga: 
| ” | Jarlen var till att börja med ganska reserverad, men efterhand blev hans ord mildare, och hon fick det som hon ville: Hon uppnådde plats för Hall i hirden, och han stannade länge hos Ragnvald jarl. De två diktade tillsammans Háttalykill inn forni ("Den gamla versmåttsnyckeln"), vari de satte fem strofer för varje versmått. Men det fann man blev för långdraget, så nu kväder man det med två strofer på varje versmått. | „ |

Háttalykill är den första kända "versmåttsnyckeln", och har säkert varit en inspirationskälla för Snorre Sturlasson när han hundra år senare bestämde sig för att skapa en dikt på alla versmått. Kanske hette Snorres dikt också Háttalykill när den skrevs, men den kallas numera för Háttatal. I Háttalykill presenteras de olika versmåtten i blandad ordning, medan Snorre systematiserade versformerna efter släktskap, så att övergången från ett versmått till ett annat ofta sker nästan omärkligt.